# 静岡県道217号伊久美元島田線

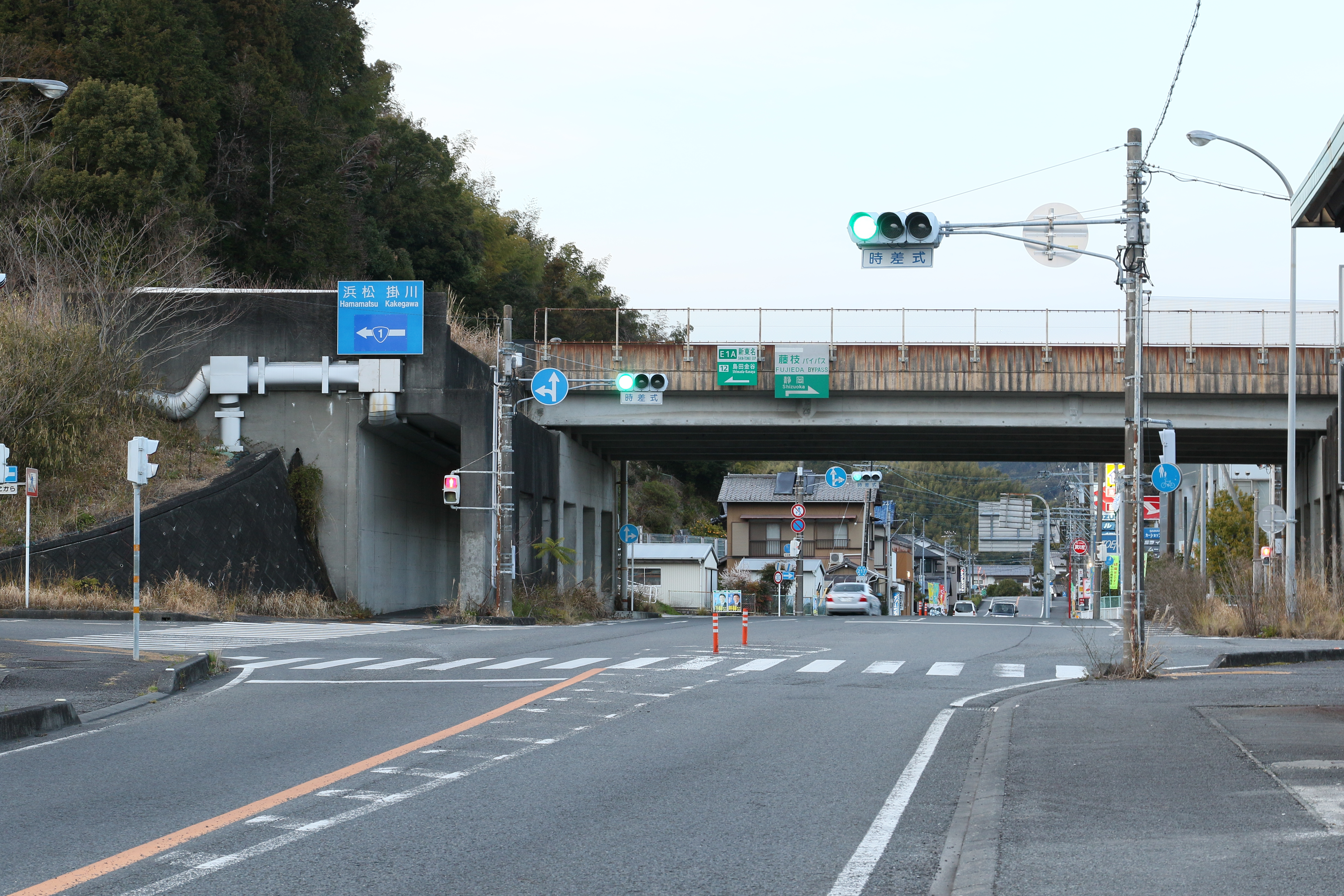
野田インターチェンジ（2020年3月）

静岡県道217号伊久美元島田線（しずおかけんどう217ごう いくみもとしまだせん）は、静岡県島田市伊久美から同市中央町までを結ぶ一般県道である。

## 概要
島田市伊久美から同市相賀へ直接通じる県道は無い。県道として指定されているのは相賀の一部区間（相賀谷川支流の西沢沿い）と、同市千葉（藤枝市境）から終点までの区間。また、千葉から大草の天徳寺付近までは狭隘道路であるため、島田市街から千葉へ向かうには西側の市道尾川千葉線（伊久美元島田線とは大草地区南端で接続）を用いることが多い。
国道1号野田インターチェンジ-大津通り交差点の区間は国道1号に指定されていた。島田金谷バイパスの旧道（大津通り交差点-小夜の中山トンネル東側）は1982年に静岡県道381号島田金谷線に指定変更されたが、藤枝バイパスの現道区間（内谷交差点-大津通り交差点）は国道の指定が残っていたためである。2015年4月1日に内谷交差点-大津通り交差点が県道381号に指定変更されることに伴い、野田インターチェンジ-大津通り交差点の区間が県道217号に指定変更された。

### 路線データ
- 起点 : 島田市伊久美
- 終点 : 島田市中央町（大津通り交差点）

## 接続する道路
- 静岡県道81号焼津森線
- 国道1号（島田金谷バイパス・藤枝バイパス）野田インターチェンジ
- 静岡県道381号島田岡部線

## 沿線の施設他
- 島田市立総合医療センター
- 島田市立大津小学校
- 新東名高速道路（大草トンネルと尾川第一トンネルの間にある尾川第一高架橋の下を県道は通過している）